# Научно-технолошки парк Београд
Научно-технолошки парк Београд је институција која пружа подршку старт-ап компанијама или тимовима, као и растућим високотехнолошким компанијама  у развоју и комерцијализацији иновативних производа и услуга. Основан је у партнерству Владе Републике Србије (тачније, Министарства просвете, науке и технолошког развоја), Града Београда и Универзитета у Београду. Успостављању ове институције помогла је и Влада Конфедерације Швајцарске. Парк је званично почео са радом у октобру 2015. године.

## Објекат
Комплекс од пет зграда Научно-технолошког парка Београд лоциран је у Звездарској шуми. У непосредној близини налази се Институт Михајло Пупин. У комплексу Научно-технолошког парка Београд смештени су:
- Пословно-технолошки инкубатор техничких факултета (БИТФ), који спроводи програм подршке намењен стартап компанијама или тимовима
- Фонд за иновациону делатност институција, који пружа финансијску подршку кроз Програм раног развоја и друге програме подршке развоју иновација